# Оскемен-1 (станция)
Станция Оскемен-1 (каз. Өскемен-1 станциясы) — железнодорожная станция Казахстанских железных дорог, расположенная в Усть-Каменогорске.

## История
Здание вокзала было построено в 1938-1939 годах.
В декабре 2012 года на станции прошёл капитальный ремонта здания.
Постановлением Правительства Республики Казахстан от 29 ноября 2017 года, станция Защита была переименована в станцию Оскемен-1.
Во второй половине мая 2025 года вокзал начали демонтировать, поскольку на его месте теперь построят новый, современный железнодорожный вокзал.